# Tinglev
Tinglev (ty. Tingleff) er en stationsby i Sønderjylland med 2.799 indbyggere  (2025), beliggende 19 km nordvest for Frøslev grænse, 27 km øst for Tønder, 40 km vest for Sønderborg og 19 km sydvest for Aabenraa. Byen hører til Aabenraa Kommune og ligger i Region Syddanmark. I 1970-2006 var Tinglev kommunesæde i Tinglev Kommune.
Tinglev hører til Tinglev Sogn. Tinglev Kirke ligger i byen.
Danmarks dybeste grundvandsboring på 415 meter ligger på Gårdeby Mark syd for Tinglev.

## Faciliteter
- Tinglev Skole tilbyder 0.-9. klasse. Skolen har 38 ansatte.[3] Den tyske skole har 170 elever, fordelt på 0.-10. klassetrin, samt 21 ansatte.[4]
- Børnegården Nørreager er en selvejende institution med plads til 50 børn i alderen 3-6 år.
- Børnehaven Sønderskov er en selvejende institution med plads til 50 børn i alderen 3-6 år. Desuden har byen en tysk børnehave.
- Tinglev Idrætscenter består af to sportshaller og Tinglev svømmehal ved siden af Tinglev Skole. Der er også en tysk sportshal.
- Plejehjemmet Grønningen har to bo-enheder med 12 lejligheder hver og hver sin fælles gårdhave.[5]
- Byen har 2 supermarkeder, 2 fastfood-restauranter, apotek, bibliotek, lægehus, tandklinik, dyrehospital og politistation[kilde mangler].

## Historie

### Jernbanen
Tinglev fik jernbanestation på strækningen Flensborg-Rødekro, der blev åbnet 15. april 1864. Allerede i 1862 var man begyndt at bygge Tinglev Station, som kom til at ligge 1 km nordøst for landsbyen Tinglev.
Under 2. Verdenskrig blev stationen 3 gange angrebet af britiske fly, og der kom betydelige skader på både stationsbygningen og det nærliggende posthus. Kort før afslutningen af krigen blev stationen saboteret i begge ender. Pga. skaderne måtte stationsbygningen rives ned, og en ny blev bygget i 1957.
I 1867 blev Tønder-Tinglev-banen indviet, og i 1901 åbnede Sønderborgbanen. Den var en gaffelbane, der i Tørsbøl delte sig mod Padborg og mod Tinglev. I den tyske tid var Tørsbøl-Padborg hovedstrækningen ned til resten af Tyskland. Efter Genforeningen blev Tørsbøl-Tinglev hovedstrækningen op til resten af Danmark, og Tørsbøl-Padborg blev nedlagt i 1932.
Tinglev Station blev altså et knudepunkt med forbindelse mod alle fire verdenshjørner. Lyntoget Sønderjyden blev i 1948-1965 delt i Tinglev, så to vogne kørte til Sønderborg og en kørte til Tønder. Men ellers var trafikken mod Tønder kun af lokal betydning. Persontrafikken blev nedlagt i 1971, hvorefter der kun kørtes gods til 2002. Sporet vedligeholdes ikke og er mange steder tilgroet, især nærmest ved Tinglev.

### Genforeningen
Tinglev Sogn kom til Danmark ved Genforeningen i 1920, men med tysk flertal ved folkeafstemningen på 582 tyske mod 448 danske stemmer. I juni 1925 blev der rejst en genforeningssten, som står hvor Flensborg Landevej munder ud i Hovedgaden.

### Stationsbyen
Det danske målebordsblad efter Genforeningen viser 3 kroer, 2 bagerier, apotek, lægebolig, elværk, vandværk, telegrafkontor, højskole og forsamlingshuset Tinglevhus.
Det tidligere Tinglevhus brændte i 2000, og det er ikke lykkedes at skabe et nyt Tinglevhus. Det Tinglevhus der findes i dag tilhører en boligforening og er kun et mindre festlokale for dens medlemmer. Efter lukningen af Hansens Gæstgivergård i 2012 er Tinglev helt uden kro og hotel og selskabslokaler.

## Contiga
Betonelementfabrikken Contiga i Tinglev blev etableret i 1981 og er i dag ejet af HeidelbergCementGroup AG med hovedsæde i Heidelberg. Koncernen har 59.000 ansatte, fordelt på 3.030 lokaliteter i mere end 60 lande.
Contiga beskæftiger 470 medarbejdere i Danmark. Fabrikken i Tinglev råder over 35.000 m² produktionshaller og producerer ugentligt 10.000 m² vægelementer, 10.000 m² huldæk, 400-600 m bjælker og 400-600 m søjler. Fabrikken leverer til hele Danmark og dele af Nordtyskland. Derudover har Contiga sit eget datterselskab – Tinglev Elementfabrik Gmbh – med fabrik uden for Berlin, hvor der fremstilles letbetonvægge til store dele af det tyske marked.

## Maersk Container Industry
A.P. Møller - Mærsk byggede i 1991 en containerfabrik i Tinglev for at tage konkurrencen op med kineserne. Det gik ikke. Efter 10 år blev produktionen af tørlastcontainere flyttet til Kina, og i 2006 kørte den sidste kølecontainer ud af produktionshallerne i Tinglev. I september 2021 blev MCI solgt for 6,6 milliarder kroner til den kinesiske containergigant China International Marine Containers (CIMC), der har over 64.000 medarbejdere fordelt over hele verden.
Udvikling, salg og service i MCI havde hele tiden været styret fra Tinglev, og de 100 arbejdspladser ser ud til fortsat at skulle ligge i Tinglev. Kølemaskinen Star Cool, der kunne bygges ind i containeren og var udviklet i Tinglev, var blevet en stor succes, hvorimod CIMC havde haft mindre succes med at udvikle sin egen kølemaskine.

## Kendte personer
- Hjalmar Schacht (1877-1970), økonomiminister og direktør for Reichsbank i Nazi-Tyskland.
- Jens Peter Jessen (1895–1944), professor, involveret i 20. juli-attentatet. Han blev dømt til døden og hængt 30. november.